# Giải đua ô tô Công thức 1 Anh
Giải đua ô tô Công thức 1 Anh (tiếng Anh: British Grand Prix) là là một chặng đua Công thức 1 diễn ra kể từ năm 1926. Cùng với Giải đua ô tô Công thức 1 Ý, giải đua ô tô Công thức 1 Anh là chặng đua duy nhất được tổ chức hàng năm không gián đoạn kể từ khi Công thức 1 ra đời.

## Lịch sử

### Những năm khởi đầu ở Brooklands (1926-1927)
Vào năm 1907, trường đua Brooklands hình bầu dục bằng bê tông được xây dựng gần Weybridge in Surrey, nằm ngay bên ngoài thủ đô London của Anh. Đây là địa điểm đua xe được xây dựng có mục đích đầu tiên và đồng thời Brooklands cũng là một trong những sân bay đầu tiên ở Vương quốc Anh.
Giải đua xe Grand Prix lần đầu tiên đến Anh vào năm 1926 sau chiến thắng của Henry Segrave với chiếc xe Sunbeam Grand Prix tại Giải đua ô tô Grand Prix Pháp 1923 và Giải đua ô tô Grand Prix San Sebastián vào năm sau đó. Những thành tích này đã thu hút sự quan tâm đến môn thể thao này ở Anh và sự thu hút đó đã được thấy thông qua những tiến bộ đạt được trong ngành công nghiệp ô tô của Anh. Giải đua ô tô Grand Prix Anh đầu tiên với tên gọi chính thức là Giải đua ô tô Grand Prix của Câu lạc bộ ô tô Hoàng gia Anh (RAC) được tổ chức tại Brooklands vào ngày 7 tháng 8 năm 1926. Robert Sénéchal và Louis Wagner đã giành chiến thắng cuộc đua này với chiếc xe Delage 15 S 8. Cuộc đua năm sau cũng được do RAC tổ chức tại Brooklands và tại cuộc đua này, Robert Benoist là tay đua giành chiến thắng, cũng với chiếc xe Delage 15 S 8.

### Silverstone - giai đoạn đầu tiên (1948-1954)
Sau khi Chiến tranh thế giới thứ hai bắt đầu, trường đua Brooklands đã bị hư hại nghiêm trọng và bị bỏ hoang. Hầu hết các trường đua mới của Anh được xây dựng trên các sân bay không sử dụng của Không quân Hoàng gia Anh và Silverstone, nằm ở biên giới Northamptonshire/Buckinghamshire ở miền trung nước Anh, nằm cách giữa London và Birmingham (sau này là thủ đô của ngành công nghiệp sản xuất ô tô của Vương quốc Anh) - là một trong những trường đua đó. Chặng đua đầu tiên ở Silverstone với tên gọi Giải Grand Prix Quốc tế của Câu lạc bộ Ô tô Hoàng gia đã được tổ chức vào ngày 2 tháng 10 năm 1948. Tay đua giành chiến thắng cuộc đua này là tay đua người Ý Luigi Villoresi với chiếc xe Maserati. Năm 1949, kiểu đường của trường đua Silverstone được sửa đổi nhiều với tiến độ nhanh.
Vào năm 1950, giải vô địch đua xe thế giới dành cho các tay đua được giới thiệu và giải đua ô tô Công thức 1 Anh chính thức trở thành chặng đua Công thức 1 đầu tiên trong lịch sử. Tại cuộc đua này, tay đua Alfa Romeo Giuseppe "Nino" Farina đã giành chiến thắng. Ngoài ra, vua George VI là một trong số những người tham dự cuộc đua. Cuộc đua năm 1951 diễn ra đặc biệt thú vị vì đây là chặng đua Công thức 1 đầu tiên mà Alfa Romeo không giành chiến thắng. Tại cuộc đua này, những chiếc xe Alfa Romeo ngốn xăng đã bị đánh bại bởi một chiếc xe của Scuderia Ferrari (một hãng sản xuất và đội đua cũng đến từ Ý khác) sử dụng tiết kiệm nhiên liệu hơn do tay đua người Argentina José Froilán González điều khiển. Đây cũng là chiến thắng đầu tiên trong lịch sử của Scuderia Ferrari. Đối với cuộc đua năm 1952, làn pit giữa các góc cua Abbey và Woodcote đã bị bỏ hoang và phá bỏ. Một khu phức hợp và làn pit mới được xây dựng giữa các góc cua Woodcote và Copse. Vào cuộc đua năm 1953, Alberto Ascari đã giành chiến thắng một cách vượt trội và vào cuộc đua năm sau; González lại giành chiến thắng với chiếc xe Ferrari.

### Luân phiên giữa Silverstone và Aintree (1955-1962)
Vào năm 1955, Công thức 1 bắt đầu luân phiên giữa các trường đua Silverstone và Aintree, một trường đua nằm trên trường đua ngựa Grand National gần Liverpool.
Trong suốt giai đoạn này, Silverstone được tổ chức vào những năm chẵn ngoại trừ năm 1962 và Aintree vào những năm lẻ. Sau giai đoạn này, trường đua Aintree chính thức ngừng hoạt động vào năm 1964.

### Sự phát triển của Silverstone (1987-nay)
Tại Giải đua ô tô Công thức 1 Anh 2024, Lewis Hamilton đã giành chiến thắng chặng đua lần thứ chín trong mùa giải cuối cùng cho Mercedes. Anh đã phá vỡ kỷ lục về số lần chiến thắng nhiều nhất tại một trường đua của Michael Schumacher.

## Kết quả theo năm

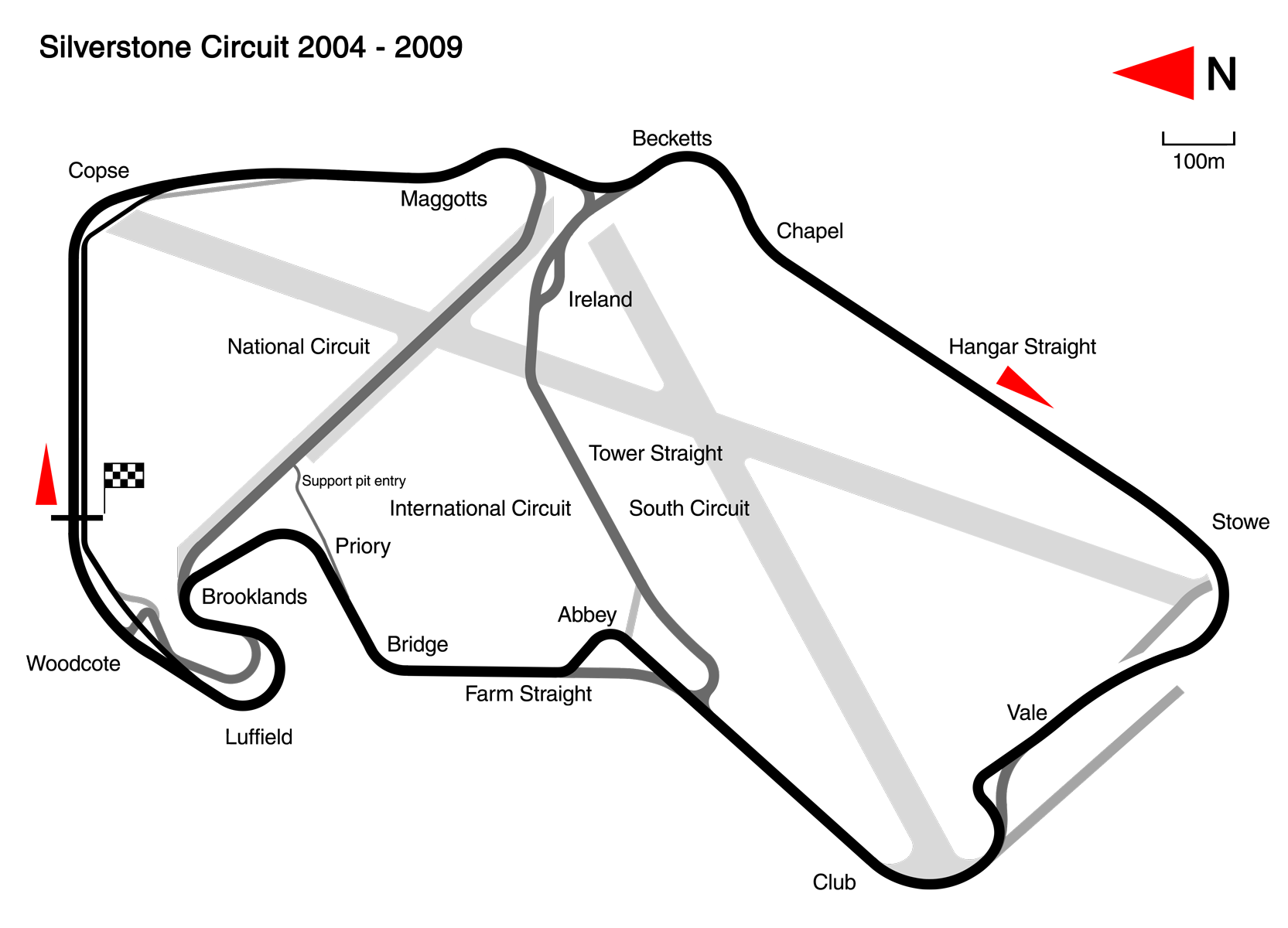
Trường đua Silverstone, kiểu đường từ năm 2004 đến 2009

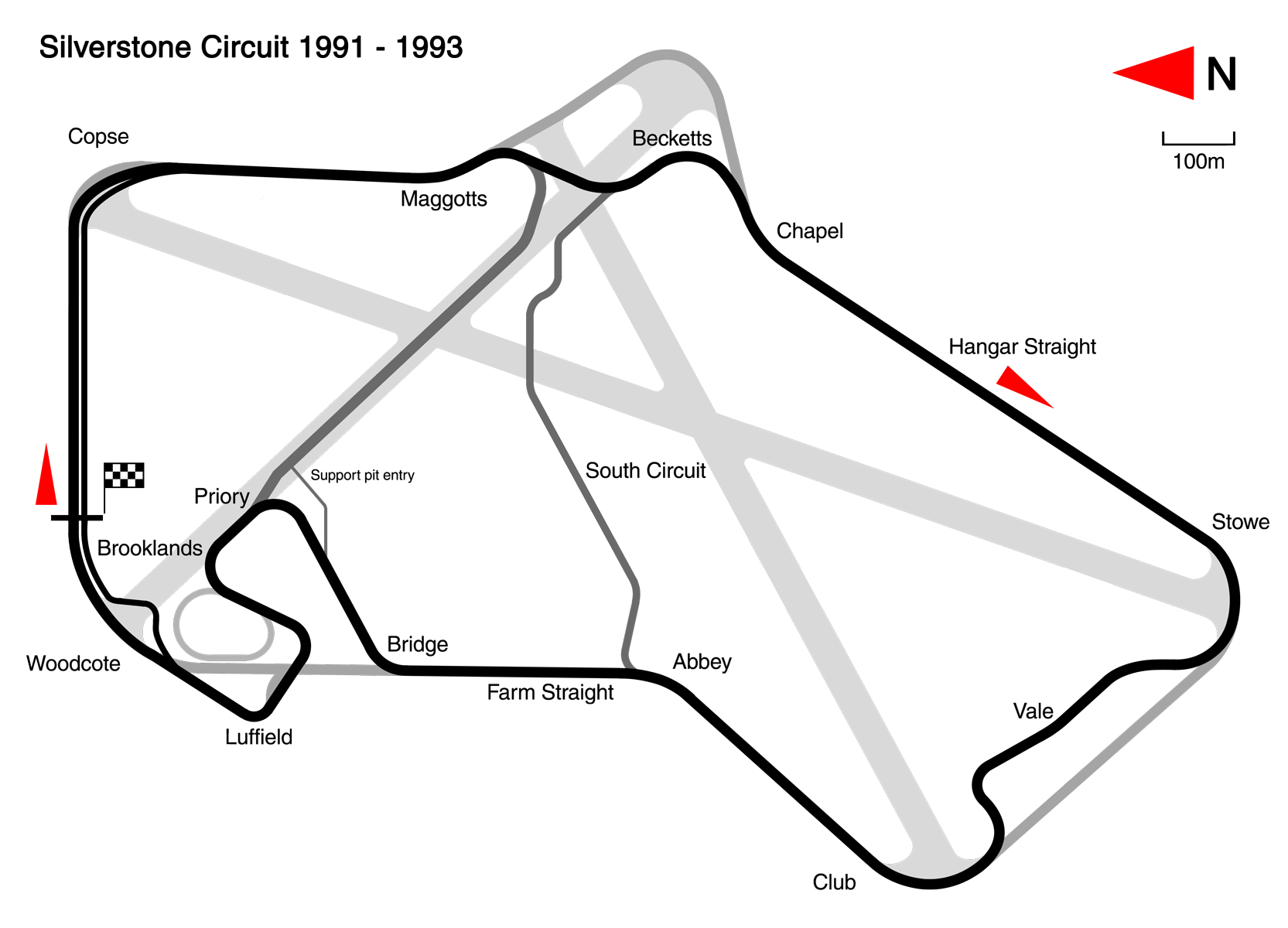
Trường đua Silverstone, kiểu đường từ năm 1991–1993

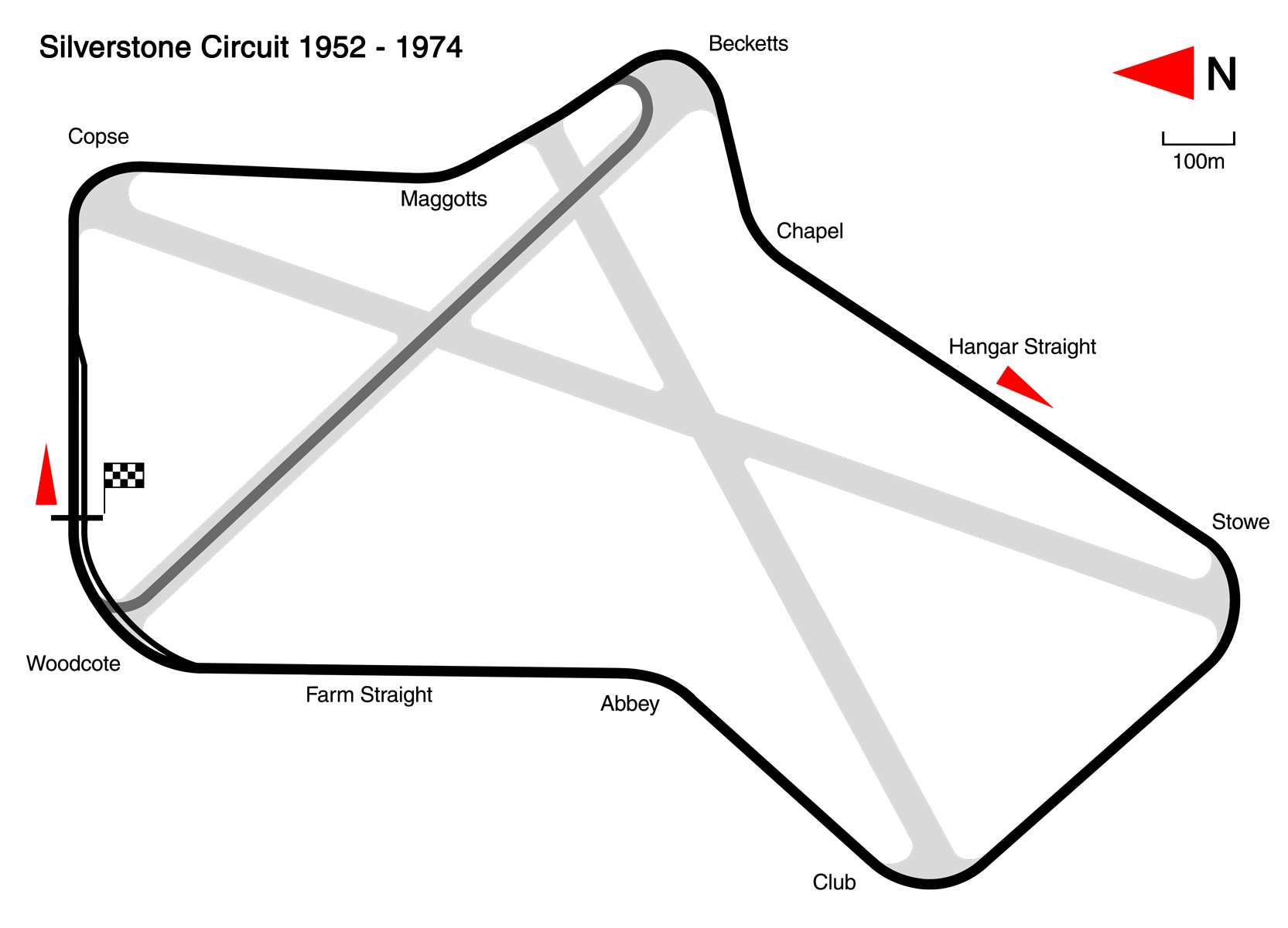
Trường đua Silverstone, kiểu đường từ năm 1950–1990

Trường đua Brands Hatch, địa điểm tổ chức từ 1964–1986

Trường đua Aintree, địa điểm tổ chức vào những năm 1955–1962

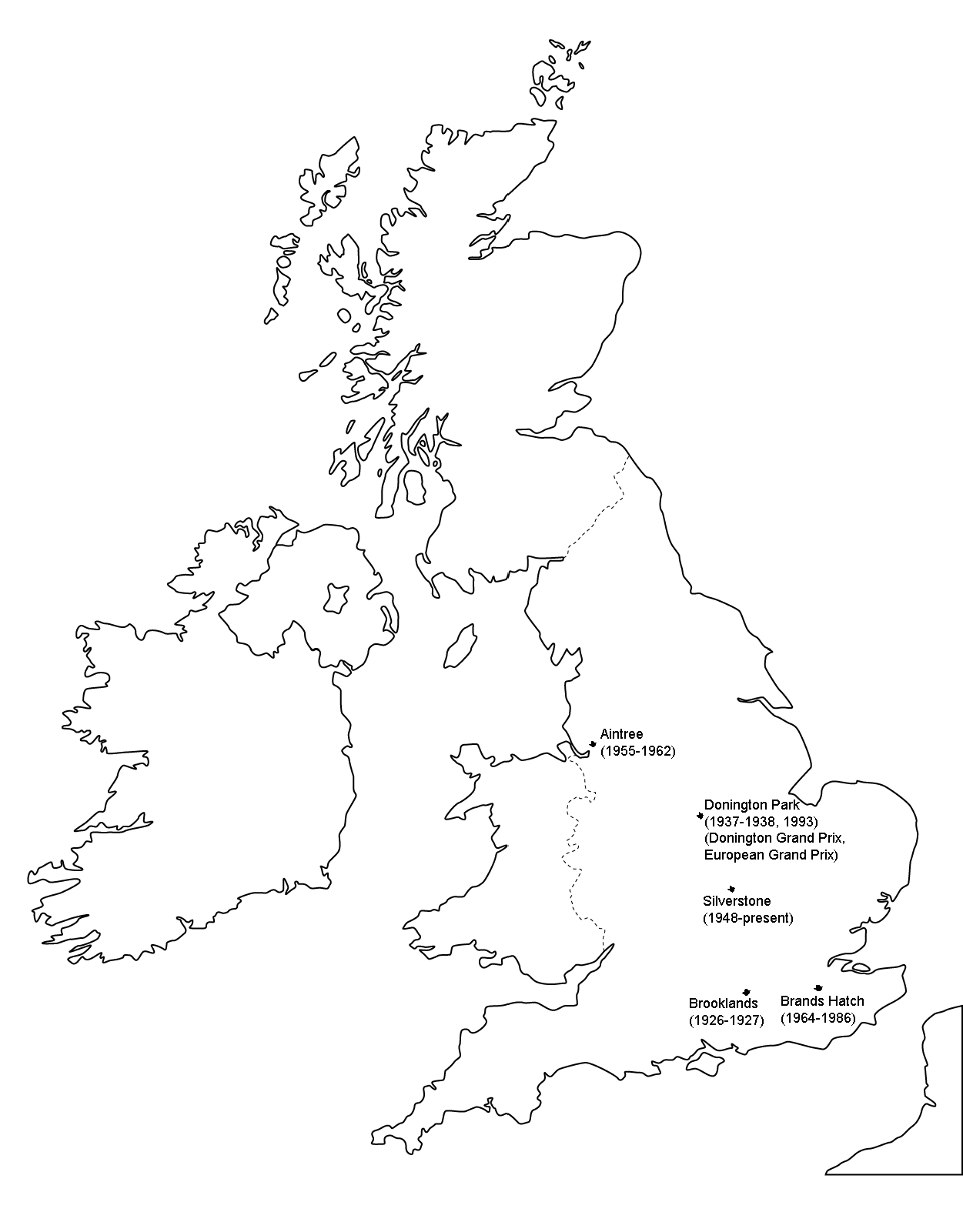
Bản đồ các địa điểm từng tổ chức giải đua ô tô Công thức 1 Anh

| Năm         | Tay đua                      | Đội đua                    | Trường đua    | Chi tiết      |
| ----------- | ---------------------------- | -------------------------- | ------------- | ------------- |
| 1926        | Robert Sénéchal Louis Wagner | Delage                     | Brooklands    | Chi tiết      |
| 1927        | Robert Benoist               | Delage                     | Brooklands    | Chi tiết      |
| 1928 – 1947 | Không tổ chức                | Không tổ chức              | Không tổ chức | Không tổ chức |
| 1948        | Luigi Villoresi              | Maserati                   | Silverstone   | Chi tiết      |
| 1949        | Emmanuel de Graffenried      | Maserati                   | Silverstone   | Chi tiết      |
| 1950        | Giuseppe Farina              | Alfa Romeo                 | Silverstone   | Chi tiết      |
| 1951        | José Froilán González        | Ferrari                    | Silverstone   | Chi tiết      |
| 1952        | Alberto Ascari               | Ferrari                    | Silverstone   | Chi tiết      |
| 1953        | Alberto Ascari               | Ferrari                    | Silverstone   | Chi tiết      |
| 1954        | José Froilán González        | Ferrari                    | Silverstone   | Chi tiết      |
| 1955        | Stirling Moss                | Mercedes                   | Aintree       | Chi tiết      |
| 1956        | Juan Manuel Fangio           | Lancia-Ferrari             | Silverstone   | Chi tiết      |
| 1957        | Stirling Moss Tony Brooks    | Vanwall                    | Aintree       | Chi tiết      |
| 1958        | Peter Collins                | Ferrari                    | Silverstone   | Chi tiết      |
| 1959        | Jack Brabham                 | Cooper-Climax              | Aintree       | Chi tiết      |
| 1960        | Jack Brabham                 | Cooper-Climax              | Silverstone   | Chi tiết      |
| 1961        | Wolfgang von Trips           | Ferrari                    | Aintree       | Chi tiết      |
| 1962        | Jim Clark                    | Lotus-Climax               | Aintree       | Chi tiết      |
| 1963        | Jim Clark                    | Lotus-Climax               | Silverstone   | Chi tiết      |
| 1964        | Jim Clark                    | Lotus-Climax               | Brands Hatch  | Chi tiết      |
| 1965        | Jim Clark                    | Lotus-Climax               | Silverstone   | Chi tiết      |
| 1966        | Jack Brabham                 | Brabham-Repco              | Brands Hatch  | Chi tiết      |
| 1967        | Jim Clark                    | Lotus-Ford                 | Silverstone   | Chi tiết      |
| 1968        | Jo Siffert                   | Lotus-Ford                 | Brands Hatch  | Chi tiết      |
| 1969        | Jackie Stewart               | Matra-Ford                 | Silverstone   | Chi tiết      |
| 1970        | Jochen Rindt                 | Lotus-Ford                 | Brands Hatch  | Chi tiết      |
| 1971        | Jackie Stewart               | Tyrrell-Ford               | Silverstone   | Chi tiết      |
| 1972        | Emerson Fittipaldi           | Lotus-Ford                 | Brands Hatch  | Chi tiết      |
| 1973        | Peter Revson                 | McLaren-Ford               | Silverstone   | Chi tiết      |
| 1974        | Jody Scheckter               | Tyrrell-Ford               | Brands Hatch  | Chi tiết      |
| 1975        | Emerson Fittipaldi           | McLaren-Ford               | Silverstone   | Chi tiết      |
| 1976        | Niki Lauda                   | Ferrari                    | Brands Hatch  | Chi tiết      |
| 1977        | James Hunt                   | McLaren-Ford               | Silverstone   | Chi tiết      |
| 1978        | Carlos Reutemann             | Ferrari                    | Brands Hatch  | Chi tiết      |
| 1979        | Clay Regazzoni               | Williams-Ford              | Silverstone   | Chi tiết      |
| 1980        | Alan Jones                   | Williams-Ford              | Brands Hatch  | Chi tiết      |
| 1981        | John Watson                  | McLaren-Ford               | Silverstone   | Chi tiết      |
| 1982        | Niki Lauda                   | McLaren-Ford               | Brands Hatch  | Chi tiết      |
| 1983        | Alain Prost                  | Renault                    | Silverstone   | Chi tiết      |
| 1984        | Niki Lauda                   | McLaren-TAG                | Brands Hatch  | Chi tiết      |
| 1985        | Alain Prost                  | McLaren-TAG                | Silverstone   | Chi tiết      |
| 1986        | Nigel Mansell                | Williams-Honda             | Brands Hatch  | Chi tiết      |
| 1987        | Nigel Mansell                | Williams-Honda             | Silverstone   | Chi tiết      |
| 1988        | Ayrton Senna                 | McLaren-Honda              | Silverstone   | Chi tiết      |
| 1989        | Alain Prost                  | McLaren-Honda              | Silverstone   | Chi tiết      |
| 1990        | Alain Prost                  | Ferrari                    | Silverstone   | Chi tiết      |
| 1991        | Nigel Mansell                | Williams-Renault           | Silverstone   | Chi tiết      |
| 1992        | Nigel Mansell                | Williams-Renault           | Silverstone   | Chi tiết      |
| 1993        | Alain Prost                  | Williams-Renault           | Silverstone   | Chi tiết      |
| 1994        | Damon Hill                   | Williams-Renault           | Silverstone   | Chi tiết      |
| 1995        | Johnny Herbert               | Benetton-Renault           | Silverstone   | Chi tiết      |
| 1996        | Jacques Villeneuve           | Williams-Renault           | Silverstone   | Chi tiết      |
| 1997        | Jacques Villeneuve           | Williams-Renault           | Silverstone   | Chi tiết      |
| 1998        | Michael Schumacher           | Ferrari                    | Silverstone   | Chi tiết      |
| 1999        | David Coulthard              | McLaren-Mercedes           | Silverstone   | Chi tiết      |
| 2000        | David Coulthard              | McLaren-Mercedes           | Silverstone   | Chi tiết      |
| 2001        | Mika Häkkinen                | McLaren-Mercedes           | Silverstone   | Chi tiết      |
| 2002        | Michael Schumacher           | Ferrari                    | Silverstone   | Chi tiết      |
| 2003        | Rubens Barrichello           | Ferrari                    | Silverstone   | Chi tiết      |
| 2004        | Michael Schumacher           | Ferrari                    | Silverstone   | Chi tiết      |
| 2005        | Juan Pablo Montoya           | McLaren-Mercedes           | Silverstone   | Chi tiết      |
| 2006        | Fernando Alonso              | Renault                    | Silverstone   | Chi tiết      |
| 2007        | Kimi Räikkönen               | Ferrari                    | Silverstone   | Chi tiết      |
| 2008        | Lewis Hamilton               | McLaren-Mercedes           | Silverstone   | Chi tiết      |
| 2009        | Sebastian Vettel             | Red Bull-Renault           | Silverstone   | Chi tiết      |
| 2010        | Mark Webber                  | Red Bull-Renault           | Silverstone   | Chi tiết      |
| 2011        | Fernando Alonso              | Ferrari                    | Silverstone   | Chi tiết      |
| 2012        | Mark Webber                  | Red Bull-Renault           | Silverstone   | Chi tiết      |
| 2013        | Nico Rosberg                 | Mercedes                   | Silverstone   | Chi tiết      |
| 2014        | Lewis Hamilton               | Mercedes                   | Silverstone   | Chi tiết      |
| 2015        | Lewis Hamilton               | Mercedes                   | Silverstone   | Chi tiết      |
| 2016        | Lewis Hamilton               | Mercedes                   | Silverstone   | Chi tiết      |
| 2017        | Lewis Hamilton               | Mercedes                   | Silverstone   | Chi tiết      |
| 2018        | Sebastian Vettel             | Ferrari                    | Silverstone   | Chi tiết      |
| 2019        | Lewis Hamilton               | Mercedes                   | Silverstone   | Chi tiết      |
| 2020        | Lewis Hamilton               | Mercedes                   | Silverstone   | Chi tiết      |
| 2021        | Lewis Hamilton               | Mercedes                   | Silverstone   | Chi tiết      |
| 2022        | Carlos Sainz Jr.             | Ferrari                    | Silverstone   | Chi tiết      |
| 2023        | Max Verstappen               | Red Bull Racing-Honda RBPT | Silverstone   | Chi tiết      |
| 2024        | Lewis Hamilton               | Mercedes                   | Silverstone   | Chi tiết      |